# 楊應宿 (天啓進士)
杨应宿（？—1631年），號斗瞻，云南鹤庆军民府民籍。明朝政治人物。

## 生平
萬曆四十年（1612年）壬子科雲南鄉試舉人，天啓二年（1622年）壬戌科進士，五年授户部浙江司主事，管册库，又管粮厅。崇祯元年升员外、郎中，挖运通州，转输如法，陋规宿弊，剔厘殆尽。二年出知成都府，百务自裁，苞苴顿絶，深获士民心。四年以内艰归，哀毁骨立，匍匐间关，归寻卒。